# Лучешти
Луче́шти (рум. Lucești) — село в Кагульському районі Молдови, утворює окрему комуну.
Село розташоване на річці Мала Салча.
Більшість населення - українці. Згідно з переписом 2004 року - 375 осіб (58%), молдован - 165 осіб (25%).